# Ashby Magna
 (octobre 2023).
Pour les articles homonymes, voir Ashby et Magna.
Ashby Magna est une paroisse civile et un village du Leicestershire, en Angleterre.

## Géographie
Elle se trouve à l'ouest du district de Harborough, à mi-chemin entre les jonctions 20 et 21 de l'autoroute M1. Les localités voisines sont Willoughby Waterleys, Peatling Parva et Dunton Bassett. 

## Historique
Le village est d'origine danoise et figure dans le Domesday Book sous le nom de « Essebi » ou « Asseby ». Son nom dérive du frêne, de « by », vieux danois désignant une ferme ou un établissement, et de « Magna », qui signifie « grand » en latin. Le village était grand par rapport aux normes médiévales, mais la population est restée statique à environ 300-400 habitants.

## Démographie
La paroisse a une population de 294 habitants en 2001, qui est passée à 347 lors du recensement de 2011. En 2021, elle est de 388 habitants.

## Patrimoine
L'église anglicane St Mary, datant de la fin du XIIIe siècle, est un monument classé grade II* qui figure actuellement sur le registre du patrimoine en péril de l'Historic England en raison de son mauvais état.